# われ泣きぬれて
『われ泣きぬれて』（われなきぬれて）は、日本の映画作品、及びドラマ作品である。石川啄木の伝記映画であり、タイトルは『一握の砂』に収められた短歌「東海の小島の磯の白砂に／われ泣きぬれて／蟹とたはむる」から取られている。製作時点では、登場人物をはじめとした関係者に存命中の者が多数いた。

## 映画
1948年製作。松竹配給。

### キャスト
- 石川啄木：若原雅夫
- 妻・節子：津島恵子
- 長女・京子：宇根泰子
- 妹・道子：月丘千秋
- 父・一禎：静山繁男
- 若山牧水：永田光男
- 金田一京助：徳大寺伸
- 土岐哀果：笹川富士夫
- 北原白秋：管沼宗則
- 安藤校長：星ひかる
- 古山訓導：寺島雄作
- 並木孝子：西川壽美
- 白井茂郎：南光明
- 小宮忠吉：山口勇
- 草場良平：葉山正雄
- 宮崎郁雨：森雅之
- 小奴：市川春代

### スタッフ
- 監督：芦原正
- 脚本：沢村勉
- 演出：中島寛
- 企画：石田清吉
- 撮影：鹿島正雄
- 美術：桑野春夫
- 録音：服部満州雄
- 照明：村田政雄

## TVドラマ
東海テレビ制作のフジテレビ系列で、1964年11月3日から1965年1月29日まで放送された。

### キャスト
- 真山知子
- 中野誠也
- 葉山良二
- 小栗一也

### スタッフ
- 脚本：岡田晋
- 演出：中島寛、富田隆一

| 東海テレビ制作 昼ドラマ       | 東海テレビ制作 昼ドラマ                  | 東海テレビ制作 昼ドラマ               |
| 前番組                        | 番組名                                   | 次番組                                |
| ----------------------------- | ---------------------------------------- | ------------------------------------- |
| 暖流 （1964.8.3 - 1964.11.2） | われ泣きぬれて （1964.11.3 - 1965.1.29） | 新・自由学校 （1965.2.1 - 1965.4.26） |